# Mubangbi dosi
Mubangbi dosi (무방비 도시?), noto anche con il titolo internazionale Open City, è un film del 2008 scritto e diretto da Lee Sang-gi.

## Trama
Dae-yeong è un poliziotto che si sta occupando di una banda di spietati borseggiatori, capeggiati dalla spietata Jang-mi; l'uomo – senza conoscere la sua reale identità – la salva inoltre da un agguato, ma la giovane fugge poco dopo. Tra i due viene a crearsi un particolare rapporto di amore e odio, che però condurrà a un tragico epilogo.

## Distribuzione
In Corea del Sud la pellicola è stata distribuita a livello nazionale dalla CJ Entertainment, a partire dal 10 gennaio 2008.